# Akkarin Kitwijarn
Akkarin Kitwijarn –en tailandés, อัครินทร์ กิจวิจารณ์– (8 de julio de 1995) es un deportista tailandés que compitió en taekwondo. Ganó una medalla de plata en los Juegos Asiáticos de 2014, y una medalla de plata en el Campeonato Asiático de Taekwondo de 2014.

## Palmarés internacional
| Juegos Asiáticos    | Juegos Asiáticos        | Juegos Asiáticos | Juegos Asiáticos |
| Año                 | Lugar                   | Medalla          | Categoría        |
| ------------------- | ----------------------- | ---------------- | ---------------- |
| 2014                | Incheon (Corea del Sur) | Medalla de plata | –63 kg           |
| Campeonato Asiático |                         |                  |                  |
| Año                 | Lugar                   | Medalla          | Categoría        |
| 2014                | Taskent (Uzbekistán)    | Medalla de plata | –63 kg           |